# Lucía Arenas
Lucía Arenas Pastor (Benigànim, 1977) és una escriptora de literatura infantil i juvenil llicenciada en Químiques i docent valenciana. Per l'obra El temps de Sara va guanyar el 31é Premi Enric Valor de narrativa juvenil i el XXIé premi Samaruc de l'Associació de Bibliotecaris Valencians. Pertany al col·lectiu Renadiu d'escriptors i escriptores de la Vall d'Albaida.

## Premis
- 2011 Premi Enric Valor de narrativa juvenil per Els temps de Sara[1][3]
- 2013 Premi Samaruc per Els temps de Sara.[2]